# Клеомброт I
Клеомброт I е цар на Спарта от 380 до 371 г. пр.н.е., известен с безуспешната си борба срещу Тива, противник на тиванския пълководец Епаминонд в битката при Левктра.

## Живот
Клеомброт произхожда от династията на Агидите. Брат е на Агезиполид I, когото наследява след смъртта му във войната срещу Олинт.
Когато Тива въстава срещу лакедемонското господство, Клеомброт е натоварен със задачата да я подчини отново. Но походите му в Беотия през 378 и 376 г. пр.н.е. са безрезултатни. През 374 г. пр.н.е. е изпратен с войска във Фокида и принуждава нахлулите тиванци да се оттеглят от областта. Три години по-късно, след неуспешни преговори и отказа на Тива да разтури Беотийския съюз, Клеомброт отново навлиза с армията си в Беотия. При Левктра оглавява десния фланг и се опитва да противостои на масираната тиванска атака, но загива заедно с 400 от най-добрите си бойци. Битката завършва с тежко поражение на Спарта.